# Weekend cu mama
Weekend cu mama (Weekend with my Mother) este un film dramatic regizat de Stere Gulea și produs de MediaPro Pictures cu sprijinul Centrului Național al Cinematografiei. Filmul marchează debutul actriței Adela Popescu în lungmetraj.

## Sinopsis
Cu 15 ani înainte de momentul acțiunii filmului, Luiza plecase în Spania, lăsând-o pe Cristina, fetița ei în vârstă de trei ani, în grija rudelor. Revenită în țară, femeia descoperă adevăruri șocante, de care a fost ținută la distanță: fiica ei a fugit de acasă, este dependentă de droguri și are o fetiță de doi ani pe care a lăsat-o în grija unui orfelinat. Măcinată de vinovăție, Luiza încearcă sa o salveze pe Cristina și să-și răscumpere astfel greșelile din tinerețe, având la dispoziție doar un weekend.

## Distribuție
- Adela Popescu - Cristina.[1] Cris este o tânără de 19 ani care și-a început maturitatea prea devreme cu un copil după ea, pe care ulterior l-a lăsat în grija unui orfelinat datorită faptului că nu avea cum să-și crească fetița. Intrată într-un anturaj dubios, aceasta devine dependentă de heroină, acest lucru aducându-i o serie de probleme interminabile. Abandonată de Luiza la vârsta de 3 ani, aceasta a fost lăsată în grija unchiului, acest lucru determinând-o să fugă de acasă.
- Medeea Marinescu - Luiza. În urmă cu 15 ani, Luiza a avut de ales între o viață banală în România și un trai îndestulat în Spania. A ales a doua variantă, abandonându-și fetița de 3 ani și jumătate în grija rudelor.
- Răzvan Vasilescu - Edwards. Un englez carismatic și aparent inofensiv, Edwards este capul unei rețele de trafic de carne vie ascunse sub paravanul fundației umanitare “Speranța”. Pe lângă el, Johnny pare un ageamiu: Edwards răpește și vinde copii mici.
- Gheorghe Dinică - Bunicul. Tatăl Luizei, un bătrân care trăiește singur în casa lui de la țară. Are o atitudine rezervată față de fiica și nepoata, pe care nu le-a mai văzut de ani de zile.
- Andi Vasluianu - Johnny - Traficantul de droguri căruia Glonț îi datorează mulți bani. Crede că misiunea lui este să curețe lumea de „viermi păcătoși”, însă nu realizează că el este primul dintre ei.
- Ion Sapdaru - Sandu. Cumnatul Luizei și omul din cauza căruia Cris a părăsit familia adoptivă. Egoist și lipsit de scrupule, vrea să pună mâna pe casa socrului și nu se dă înapoi de la nimic pentru a-și atinge scopul.
- Tudor Aaron Istodor - Glonț. Un traficant mărunt cu care Cris își împarte viața mai mult ca să aibă droguri pe gratis decât pentru că îl iubește.
- Florin Zamfirescu - Felix- Tatăl natural al lui Cris, un distins profesor universitar cu care Luiza a avut o aventură în tinerețe. Nu s-a interesat niciodată de Cris și nici acum nu pare să îi pese prea mult de ea.
- Cornel Scripcaru - Psihiatrul
- Ecaterina Nazare - Elena
- Iulian Postelnicu - Barman
- Matei Alexandru
- Constantin Ghenescu - Costică
- Ilinca Manolache - Silvia